# Paysonia lasiocarpa
Paysonia lasiocarpa är en korsblommig växtart som först beskrevs av William Jackson Hooker och Asa Gray, och fick sitt nu gällande namn av O'kane och Al-shehbaz. Paysonia lasiocarpa ingår i släktet Paysonia och familjen korsblommiga växter.

## Underarter
Arten delas in i följande underarter:
- P. l. berlanderii
- P. l. heterochroma
- P. l. lasiocarpa